# Ocean Monarch (Schiff)
Die Ocean Monarch war eine britische Bark, die am 24. August 1848 vor Llandudno an der walisischen Küste in Flammen aufging und ausbrannte. Vier in der Nähe befindliche Schiffe konnten 218 Menschen retten, doch 178 Passagiere und Besatzungsmitglieder kamen ums Leben.

## Das Schiff
Die 55 Meter lange Bark Ocean Monarch wurde 1848 in der renommierten Schiffsbauwerft von Donald McKay in East Boston gebaut, wo 1853 auch die Great Republic und viele andere große Segelschiffe entstanden. Eigner war die in Liverpool ansässige White Diamond Line, für die die Ocean Monarch Passagiere und Fracht von Liverpool nach Boston bringen und dabei vornehmlich Auswanderer befördern sollte. Das Schiff war in Boston registriert und segelte nach seiner Fertigstellung nach Liverpool, von wo aus es zum ersten Mal mit Passagieren in See stechen sollte.

## Brand und Untergang
Am Donnerstag, dem 24. August 1848 legte die Ocean Monarch unter dem Kommando von Kapitän Murdock in Liverpool zu ihrer Jungfernfahrt nach Boston ab. An Bord waren 42 Besatzungsmitglieder und 354 Passagiere (32 Erste und Zweite Klasse, 322 Dritte Klasse). Gegen 8 Uhr morgens wurde das Schiff aus dem Hafen in offenes Gewässer geschleppt und nahm anschließend Fahrt auf. Gegen 12 Uhr, nur wenige Stunden nach dem Auslaufen, befand sich die Ocean Monarch in der Bucht Abergele Bay an der Nordküste von Wales, etwa sechs Meilen östlich des Landvorsprungs Great Orme’s Head. Ein Steward meldete dem Kapitän eine aus dem Unterdeck kommende Hitze, woraufhin Murdock sich nach unten begab und Rauch entdeckte, der aus Richtung der Kabinen kam. Er ließ sofort Wasser holen, doch innerhalb von fünf Minuten stand der gesamte achtere Teil des Schiffs in Flammen.
Murdock ließ die Ocean Monarch beidrehen und eine Fahne als Notsignal hissen. Das Feuer wurde schnell unkontrollierbar und breitete sich über den Mittelteil und das Heck aus, sodass die Menschen nach vorn flohen. In dem Versuch, die Flammen einzudämmen, versuchte Murdock, die Ocean Monarch gegen den Wind zu drehen. Nachdem dies nicht funktionierte, ließ er die Anker herab, um sein Schiff zu stoppen. Die Mannschaft hatte schon nach kurzer Zeit keine Kontrolle mehr über die Passagiere, die vor den starken Flammen flohen und in Panik umher liefen. Viele sprangen über Bord. Murdock ließ alles Auffindbare, das schwimmfähig war, über Bord werfen, damit sich die Menschen daran festhalten konnten. Später sprang er selbst mit einem Stück Holz ins Wasser und zeigte den im Wasser Treibenden, wie man damit schwamm. Trotzdem ertranken die meisten Passagiere. Zwei Rettungsboote wurden zum Fieren klargemacht, doch bevor sie zu Wasser gelassen werden konnten, hatten die Flammen sie bereits ergriffen.
Zwei Schiffe, die sich in unmittelbarer Nähe befanden, kamen der Ocean Monarch sofort zu Hilfe. Es handelte sich um die Yacht Queen of the Ocean des Royal Mersey Yacht Club, die unter dem Kommando von Kapitän Thomas Littledale von einer Regatta nach Liverpool zurückkehrte, und die brasilianische Fregatte Affonso, die unter Kapitän J. M. Lisboa eine Testfahrt mit einigen hochrangigen Würdenträgern der Marine und deren Familien machte. An Bord der Affonso befand sich Admiral John Pascoe Grenfell, ein Mitglied der brasilianischen Marine und Großvater von John Grenfell Maxwell. Er kommandierte während der Rettungsaktion eines der Rettungsboote und half beim Aufnehmen der Schiffbrüchigen.
Später kamen noch das amerikanische Postschiff New World und der Dampfer Prince of Wales hinzu. Die Queen of the Ocean verließ als letztes der Schiffe gegen 15 Uhr den Unglücksort. Die vier Schiffe retteten zusammen 218 Menschen. 178 Passagiere und Besatzungsmitglieder kamen durch den Brand ums Leben.

## Nachspiel
Die ausgebrannte Ocean Monarch sank am darauffolgenden Tag, dem 25. August 1848, in etwa 25 m tiefem Wasser. Das Wrack liegt auf der Position 53° 25′ 40″ N, 3° 35′ 37″ W unweit des walisischen Badeorts Llandudno. Über die Unglücksursache konnte nur spekuliert werden. Zeitungsartikel berichteten davon, dass jemand eine Zigarette in einen hölzernen Ventilatorenschacht geworfen und somit das Feuer ausgelöst hatte. Kapitän Murdock widersprach dieser Vermutung und gab an, dass die Ventilatoren auf dem Schiff aus Eisen gewesen waren. Er glaubte, dass rauchende Zwischendeckpassagiere schuld an dem Brand waren, und berichtete davon, wie er kurz vor der Abfahrt Pfeifen von einigen Passagieren konfisziert hatte.
Es kann aber auch einen anderen Grund gegeben haben. Ein überlebendes Mannschaftsmitglied sagte aus, dass es gesehen hatte, wie der Seemann Edward Jenkins mit einer brennenden Kerze in der Hand in einem Lagerraum verschwand und 20 Minuten später ohne sie wieder herauskam. Das Feuer wurde in einem Raum entdeckt, der sich direkt über dem Lagerraum befand, in dem Stroh und Spirituosen gelagert wurden.
Besonders heldenhaft während der Rettungsaktion verhielt sich Frederick Jerome, ein in New York lebender britischer Seemann, der an Bord der New World Dienst tat. Er sprang ins Wasser, schwamm zum brennenden Schiff und hob etwa 15 Frauen in ein Rettungsboot. Er erhielt dafür Belohnungen von der britischen Königin Victoria sowie von François d’Orléans, prince de Joinville und Henri d’Orléans, duc d’Aumale, die sich mit ihren Ehefrauen an Bord der Affonso befunden hatten.
Der britische Maler Samuel Walters gestaltete eine dreiteilige Bilderserie mit dem Titel The Burning of the Ocean Monarch off Great Orme.